# Párduccsík
A párduccsík (Pangio kuhlii) a csíkfélék (Cobitidae) családjába tartozó faj. Egyike a legismertebb akváriumi halaknak.

## Előfordulása
Indonéziában él, természetes élőhelyét növénnyel dúsan benőtt, iszapos medrű vizek képezik.

## Az akváriumban
Az akvárium aljzatát túrja élelem után. Csak csoportosan érzi jól magát. Sokáig él, akár 11 évig is, de ez nagyon ritka. Általában alig éri meg a 8. évét. Ez idő alatt 11 cm-re nő. Békés természetű, félénk hal. Jól társítható más, kisebb halakkal. Ajánlott 40 literenként max. 3, esetleg 4 halat számolni. Megfelelő hőmérsékleti tartomány a 25 °C és 28 °C közötti értékek, 6,0-7,0 pH-értékű, lágy-közepesen kemény legyen.